# 宮里ソル
宮里 ソル（みやざと そる、1997年9月13日- ）は、日本の歌手・俳優。パフォーマンスユニット『ENJIN』のメンバー。吉本興業所属。本名は宮里 龍斗志（みやざと たつとし）。沖縄県出身。
ENJINでは「SOL」として活動している。

## 人物・略歴
- 沖縄県北谷町出身[1]。沖縄県立嘉手納高等学校卒業。日本体育大学卒業。空手有段者ブラジル遠征。
- 芸名の「ソル」は以前からニックネームとして周囲から呼ばれている。ラテン語で「太陽」を意味する。
- 2019年、「PRODUCE 101 JAPAN」の練習生となり出演するが、惜しくも上位11人に選出されなかった。その後、2020年5月に株式会社Showtitleへの所属が決定し、同年6月に円神プロジェクトのメンバーとなる。メンバーカラーは以前より好きな色であった赤に決定した。
- 2022年9月、自身のSNSにて日本体育大学を卒業したと公表した。
- 趣味は温泉、スケボー、自然と遊ぶこと、動物園、水族館、献血。特技として「子供になめられること」を挙げており、よく親戚の子に洋服を引っ張られることがあるという。その他特技はサーフィン、空手、長風呂。
- 2025年2月3日、自身初のソロライブ『SOL 1st LIVE - Discover - 』を開催した[2]。

## 出演

### ドラマ
- あのコの夢を見たんです。最終話（2020年12月18日、テレビ東京）- 龍二 役[3]
- お茶にごす。（2021年、テレビ東京）
- 江戸モアゼル～令和で恋、いたしんす。～ 最終話（2021年3月11日、読売テレビ）
- アオハライド（WOWOW） - 内宮晴彦 役
  - Season1（2023年9月22日 - 11月10日）[4]
  - Season2（2024年1月19日 - 2月23日）[5]
- ビーチボーイズに憧れて（2024年1月6日、BSフジ）‐小池俊 役
- 民王R 最終話 (2024年12月10日、テレビ朝日) - 篠田賢 役

### バラエティ
- フリースタイルティーチャー（2021年2月16日 - 5月19日、テレビ朝日）[6]

### 舞台
- 円神Debut Stage「nonagon(ノナゴン）～始まりの音～」（2020年12月）- 主演・オッケー 役[7]
- 円神プロデュース公演Vol.1 幕末バトルサークル（2021年5月）- 高杉晋作 役[8]
- 魔術士オーフェン はぐれ旅 -The Stage- Ver.2（2021年7月23日 - 8月1日、シアター1010）- コミクロン 役[9][10]※新型コロナウイルスの影響により延期
- チコちゃんに叱られる! on STAGE（2022年3月27日、サンケイホールブリーゼ）[11]※ゲスト出演
- 戦国送球〜バトルボールズ〜第二次真田合戦（2022年4月6日 - 10日、シアター1010）- 主演・真田勇気（真田幸村） 役[12][13]
- アオアシ（2022年5月18日-22日、こくみん共済 coopホール／スペース・ゼロ） - 朝利マーチス淳 役[14]
- 円神Second Stage「nonagon〜2つの歌〜」(2022年12月1日-4日、CBGKシブゲキ!!) - サン 役、ロウロウウォン族長 役[15]
- 「朝シェイクスピア」シリーズ「30分でわかるハムレット」（2022年12月22日・2023年2月19日・2023年9月11日、Hall Mixa）- レアティーズ 役[16]
- カラフルマリオネット（2023年1月6日、紀伊國屋サザンシアター）[17]
- 舞台「COLOR CROW-黑韻之翼-」（2023年5月4日 - 13日、シアター1010）[18]
- 朗読劇「夢から醒めない夢を見よ。」（2024年9月15日、シアター・アルファ東京）[19]
- 人狼系推理バトル【レジスタンスイレブン〜潜春と謀略の交差点〜】（2025年2月28日 - 3月2日、CBGKシブゲキ!!）[20]
- 舞台「振り子」（2025年9月6日 - 14日〈予定〉、IMAホール）[21]

### その他
- PRODUCE 101 JAPAN（2019年）- 最終順位26位

## ディスコグラフィ

### 参加楽曲
- 「ツカメ〜It's Coming〜」- 番組テーマ曲。（2019年9月3日『ツカメ〜It's Coming〜』に収録）
- 「クンチキタ」- コンセプト評価課題曲。（2019年11月28日『PRODUCE 101 JAPAN - 35 Boys 5 Concepts』に収録）